# 飯山バイパス

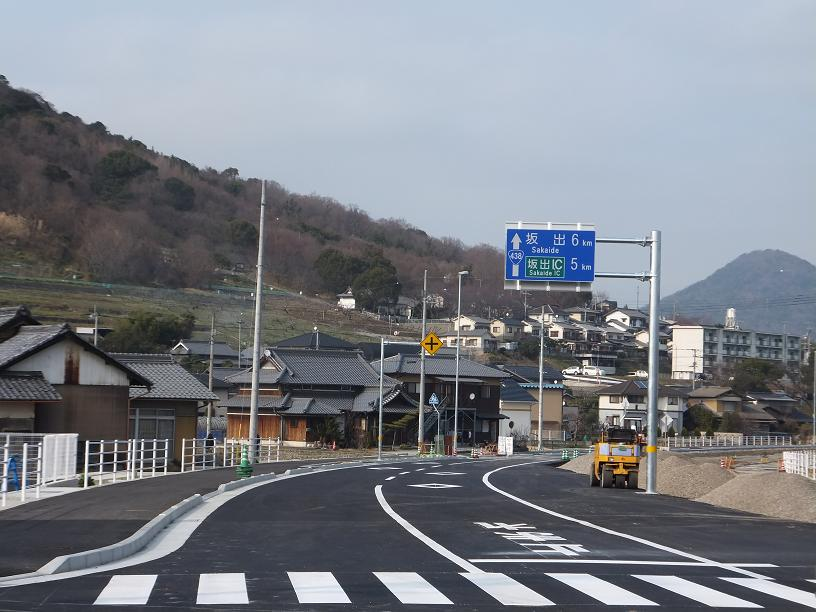
丸亀市飯山町東坂元

飯山バイパス（はんざんバイパス）は香川県丸亀市飯山町上法軍寺から坂出市川津町西又に至る国道438号のバイパス道路である。

## 概要
従来の438号が通過している丸亀市飯山地区中心部の交通混雑の解消、同地区上法軍寺の線形不良箇所をパスすることによる交通安全の確保、高松自動車道坂出インターチェンジと国道32号方面との連携機能強化などを目的としている。

### 路線データ
座標一覧
- 起点：丸亀市飯山町上法軍寺
- 終点：坂出市川津町
- 延長：5.13km
- 規格：第3種第2級
- 車線数：完成4車線
- 道路幅員：
- 車線幅員：
- 設計速度：

## 歴史
- 1997年 県道18号から終点間1.7kmの設計協議、測量着手
- 1998年 同区間用地買収着手
- 2001年 同区間工事着手
- 2003年 県道22号から県道18号間1.3kmの測量着手
- 2007年 同区間設計協議着手
- 2009年 同区間用地買収着手

## 当該道路の位置関係
- 岡田バイパス - 飯山バイパス - 坂出拡幅工区 - 川津交差点

## 参考資料
- 事業進捗状況公表資料（香川県）
- 事業継続箇所再評価資料（道路局）